# Demetrio I Staršij
Demetrio I Staršij o Demetrio di Brjansk (in lituano Dmitrijus Algirdaitis; in polacco Dymitr Starszy Olgierdowic) (... – Vorskla, 12 agosto 1399) era il secondogenito di Algirdas, granduca di Lituania, e della sua prima moglie Maria di Vicebsk. Dimitri ricoprì la carica di duca di Brjansk dal 1356 al 1379 e dal 1388 al 1399.

## Biografia
Nel 1356 Algirdas conquistò la regione di Brjansk, alla quale appartenevano anche città come Trubčevsk e Starodub, prima del Principato di Smolensk e concesse a suo figlio Dimitri di governarla. Il territorio si trovava nell'estremo nord-est del cuore del Granducato di Lituania e confinava con la Moscovia. Nel 1370 Demetrio del Don, Granduca di Mosca, tentò senza successo di insediarsi nei luoghi assoggettati da Algirdas. Nel 1372, Demetrio Staršij partecipò alle procedure di firma del trattato di Ljubutsk tra Algirdas e Demetrio del Don, atto che pose fine alle ostilità della guerra lituano-moscovita (1368-1372).

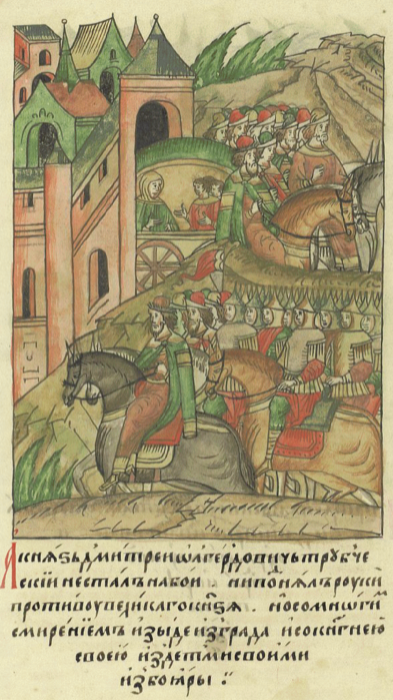
Demetrio I Staršij si reca in visita da Demetrio di Russia. Miniatura tratta da una cronaca russa

Dopo la morte di suo padre nel 1377, Demetrio sostenne il fratello maggiore Andrej di Polack contro il fratellastro minore Jogaila, divenuto poi granduca di Lituania. Andrei, ritenendosi il legittimo erede al trono, organizzò una coalizione anti-lituana, che includeva Polack, Pskov, l'ordine di Livonia e il Granducato di Mosca. Demetrio assunse un ruolo più passivo nella coalizione: non intraprese una guerra diretta contro la Lituania e non difese il suo dominio quando fu attaccato dall'esercito di Mosca nel 1379. Il secondo figlio di Algirdas e la sua famiglia seguirono la ritirata dell'esercito russo a Mosca, dove Demetrio del Don gli concesse il feudo di Pereslavl'-Zalesskij. Nel 1380 il nobile lituano, fedele ai russi, guidò una sua guarnigione nella battaglia di Kulikovo contro l'Orda d'Oro. Le cronache russe lodano le capacità tattiche sue e di suo fratello.
Dopo il 1380 Demetrio viene menzionato in fonti scritte solo due volte. Dopo che suo fratello Andrei fu catturato dalle forze di Skirgaila e imprigionato in Polonia, Demetrio si riconciliò con Jogaila, divenuto nel frattempo re di Polonia, nel 1388. Ritornò al suo antico dominio a Bryansk. Dmitry morì nel 1399 nella battaglia del fiume Vorskla combattuta contro l'Orda d'Oro.
Il figlio di Demetrio, Michał Trubeckoj, è considerato il capostipite della famiglia Trubeckoj.

## Ascendenza
|                    |                     |                 | Genitori       |  |  | Nonni     |  |  | Bisnonni |  |
|                    |                     |                 |                |  |  | Gediminas |  |  | Butvydas |  |
|                    |                     |                 |                |  |  | Gediminas |  |  | Butvydas |  |
|                    |                     | …               |                |  |  | Gediminas |  |  |          |  |
| Algirdas           |                     |                 |                |  |  | Gediminas |  |  |          |  |
|                    |                     | Jewna di Polack | Ivan di Polack |  |  |           |  |  |          |  |
|                    |                     | Jewna di Polack | Ivan di Polack |  |  |           |  |  |          |  |
|                    |                     | Jewna di Polack | …              |  |  |           |  |  |          |  |
| Demetrio I Staršij |                     | Jewna di Polack |                |  |  |           |  |  |          |  |
|                    | Jaroslav di Vicebsk | …               |                |  |  |           |  |  |          |  |
|                    | Jaroslav di Vicebsk | …               |                |  |  |           |  |  |          |  |
|                    | Jaroslav di Vicebsk | …               |                |  |  |           |  |  |          |  |
| Maria di Vicebsk   | Jaroslav di Vicebsk |                 |                |  |  |           |  |  |          |  |
|                    |                     | …               | …              |  |  |           |  |  |          |  |
|                    |                     | …               | …              |  |  |           |  |  |          |  |
|                    |                     | …               | …              |  |  |           |  |  |          |  |
|                    |                     | …               |                |  |  |           |  |  |          |  |